# Circuit Franco-Belge 2010
Il Circuit Franco-Belge 2010, settantaduesima edizione della corsa, si svolse dal 30 settembre al 3 ottobre 2010 su un percorso di 696 km ripartiti in 4 tappe, con partenza da Templeuve e arrivo a Tournai. Fu vinto dal britannico Adam Blythe della Omega Pharma-Lotto davanti al belga Sep Vanmarcke e al danese Jakob Fuglsang.

## Tappe
| Tappa  | Data         | Percorso              | km    | Vincitore di tappa | Leader cl. generale |
| ------ | ------------ | --------------------- | ----- | ------------------ | ------------------- |
| 1ª     | 30 settembre | Templeuve > Mouscron  | 184,3 | Adam Blythe        | Adam Blythe         |
| 2ª     | 1º ottobre   | Lessines > Poperinge  | 189,3 | Jacopo Guarnieri   | Jacopo Guarnieri    |
| 3ª     | 2 ottobre    | Hazebrouck > Ichtegem | 158   | Adam Blythe        | Adam Blythe         |
| 4ª     | 3 ottobre    | Mons > Tournai        | 164   | Wouter Weylandt    | Adam Blythe         |
| Totale | Totale       | Totale                | 696   |                    |                     |

## Dettagli delle tappe

### 1ª tappa
- 30 settembre: Templeuve > Mouscron – 184,3 km

| Pos. | Corridore        | Squadra      | Tempo    |
| ---- | ---------------- | ------------ | -------- |
| 1    | Adam Blythe      | Omega Pharma | 4h17'20" |
| 2    | Gerald Ciolek    | Milram       | s.t.     |
| 3    | Kristof Goddaert | AG2R         | s.t.     |

| Pos. | Corridore     | Squadra      | Tempo    |
| ---- | ------------- | ------------ | -------- |
| 1    | Adam Blythe   | Omega Pharma | 4h17'10" |
| 2    | Marco Marcato | Vacansoleil  | a 1"     |
| 3    | Gerald Ciolek | Milram       | a 4"     |

### 2ª tappa
- 1º ottobre: Lessines > Poperinge – 189,3 km

| Pos. | Corridore         | Squadra  | Tempo    |
| ---- | ----------------- | -------- | -------- |
| 1    | Jacopo Guarnieri  | Liquigas | 4h15'49" |
| 2    | Elia Viviani      | Liquigas | s.t.     |
| 3    | Francesco Chicchi | Liquigas | s.t.     |

| Pos. | Corridore        | Squadra      | Tempo    |
| ---- | ---------------- | ------------ | -------- |
| 1    | Jacopo Guarnieri | Liquigas     | 8h32'59" |
| 2    | Adam Blythe      | Omega Pharma | a 2"     |
| 3    | Sep Vanmarcke    | Vlaanderen   | a 3"     |

### 3ª tappa
- 2 ottobre: Hazebrouck > Ichtegem – 158 km

| Pos. | Corridore         | Squadra      | Tempo    |
| ---- | ----------------- | ------------ | -------- |
| 1    | Adam Blythe       | Omega Pharma | 3h37'30" |
| 2    | Wouter Weylandt   | Quick Step   | s.t.     |
| 3    | Denis Galimzjanov | Katusha      | s.t.     |

| Pos. | Corridore        | Squadra      | Tempo     |
| ---- | ---------------- | ------------ | --------- |
| 1    | Adam Blythe      | Omega Pharma | 12h10'21" |
| 2    | Jacopo Guarnieri | Liquigas     | a 8"      |
| 3    | Sep Vanmarcke    | Vlaanderen   | a 11"     |

### 4ª tappa
- 3 ottobre: Mons > Tournai – 164 km

| Pos. | Corridore       | Squadra      | Tempo    |
| ---- | --------------- | ------------ | -------- |
| 1    | Wouter Weylandt | Quick Step   | 3h26'58" |
| 2    | Gert Steegmans  | RadioShack   | s.t.     |
| 3    | Bert De Backer  | Skil-Shimano | s.t.     |

| Pos. | Corridore      | Squadra      | Tempo     |
| ---- | -------------- | ------------ | --------- |
| 1    | Adam Blythe    | Omega Pharma | 15h37'19" |
| 2    | Sep Vanmarcke  | Vlaanderen   | a 6"      |
| 3    | Jakob Fuglsang | Saxo Bank    | a 7"      |

## Classifiche finali

### Classifica generale
| Pos. | Corridore        | Squadra                      | Tempo     |
| ---- | ---------------- | ---------------------------- | --------- |
| 1    | Adam Blythe      | Omega Pharma-Lotto           | 15h37'19" |
| 2    | Sep Vanmarcke    | Topsport Vlaanderen-Mercator | a 6"      |
| 3    | Jakob Fuglsang   | Team Saxo Bank               | a 7"      |
| 4    | Jacopo Guarnieri | Liquigas-Doimo               | a 8"      |
| 5    | Marco Marcato    | Vacansoleil Pro Cycling Team | a 9"      |
| 6    | Gerald Ciolek    | Team Milram                  | a 12"     |
| 7    | Elia Viviani     | Liquigas-Doimo               | s.t.      |
| 8    | Johan Coenen     | Topsport Vlaanderen-Mercator | a 13"     |
| 9    | Gert Steegmans   | Team RadioShack              | a 14"     |
| 10   | Roy Curvers      | Skil-Shimano                 | s.t.      |